# Sagmariasus verreauxi
Sagmariasus verreauxi is een tienpotigensoort uit de familie van de Palinuridae. De wetenschappelijke naam van de soort werd in 1851 voor het eerst geldig gepubliceerd door Henri Milne-Edwards.